# Янушаускайте, Северия
Севе́рия Янушауска́йте (лит. Severija Janušauskaitė; род. 22 октября 1981, Шяуляй, Литовская ССР) — литовская актриса театра и кино, модель, композитор.

## Биография
Родилась 22 октября 1981 года в городе Шяуляе Литовской ССР. Мать — учительница, отец — энергетик.
В детстве посещала художественную студию и музыкальную школу. В 2005 году окончила Литовскую академию музыки и театра (LMTA).
В 2004 году обучалась актёрскому мастерству в «Summer Media Studio» (Lithuania), мастер-класс Кшиштофа Занусси.
С 2003 года сотрудничает с литовскими театрами: Молодёжным театром, Театром Оскараса Коршуноваса (OKT), кукольным театром «Леле́», Театром УВВ и др.
Играет на сцене «Menų spaustuvė» в Вильнюсе.
В кукольных перформансах театра «Lele»: «Mergaitė su degtukais» и «Evolution» Янушаускайте выступает как композитор, а в спектакле «Čia buvo / Čia nėra», — как модельер одежды и художник по костюмам.
В 2004 году дебютировала как киноактриса в литовском короткометражном фильме «The Flame». В 2007 году на экраны вышел многосерийный сериал «Война и мир» режиссёра Роберта Дорнхельма, где актриса исполнила роль молодой цыганки.
В 2008 году снялась в норвежском остросюжетном сериале «Медовая ловушка» а двумя годами позже в британской киноновелле «Письма к Софии» (англ. Letters to Sofija) Боба Маллана, повествующей о жизни и творчестве литовского художника и композитора Микалоюса Чюрлёниса.
В 2010 году вышел литовско-венгерский полнометражный художественный фильм «Анархия в Жирму́най» (лит. Anarchija Žirmūnuose) режиссёра Саулюса Друнги, отмеченный призом «Серебряный Георгий» на XXXIII Московском международном кинофестивале, в котором Янушаускайте сыграла одну из главных ролей, — лесбиянку Сандру.
Известность Янушаускайте в России пришла после выхода в 2014 году фильма Анны Меликян «Звезда», где актриса исполнила роль светской львицы Маргариты.
Прессой и критикой были отмечены её работы в российских кинофильмах и сериалах: «Крёстный», «Норвег», «Рыба-мечта», «Оптимисты».
В 2014 году Янушаускайте входила в состав жюри 15-го Тбилисского международного кинофестиваля.
Писала музыку для детских театральных спектаклей «Девочка со спичками» и «Эволюция», а также участвовала в проектировании костюмов.
Выступает в качестве модели.

## Личная жизнь
Замужем за режиссёром кукольного театра в Вильнюсе. Имеет сына от первого брака. Сестра актрисы — адвокат, специализируется в области защиты авторского права.
Помимо литовского языка, знает английский и русский языки.

## Театральные работы (избранное)
| Театр                         | Спектакль                                                        | Режиссёр                                   | Роль              | Примечание           |
| ----------------------------- | ---------------------------------------------------------------- | ------------------------------------------ | ----------------- | -------------------- |
| «Menų spaustuvė» (Вильнюс)    | Persona «Персона»                                                | Агне Дилите лит. Agnė Dilytė               | Элизабет Фоглер   |                      |
| «Menų spaustuvė» (Вильнюс)    | Mergaitė su degtukais «Девочка со спичками» кукольный перформанс | Шарунас Дате́нис лит. Šarūnas Datenis       | —                 | композитор           |
| Vilniaus miesto teatras (OKT) | Keltininkas «Паромщик»                                           | Павел Будрайтис лит. Paul Eugene Budraitis | Беатрис           |                      |
| Молодёжный театр (Вильнюс)    | Ivona, Burgundo kunigaikštytė «Ивона, принцесса Бургундская»     | Йонас Вайткус лит. Jonas Vaitkus           | Королева Маргарет |                      |
| Молодёжный театр (Вильнюс)    | Patriotai «Патриоты»                                             | Йонас Вайткус лит. Jonas Vaitkus           | Люция             |                      |
| Молодёжный театр (Вильнюс)    | Barbora ir Žygimantas «Барбора и Сигизмунд»                      | Йонас Вайткус лит. Jonas Vaitkus           | Барбора           |                      |
| Театр УВВ (Каунас)            | Intymumas «Интимность»                                           | Артурас Aре́йма лит. Artūras Areima         | Лулу              |                      |
| Вильнюсский театр «Леле́»      | Čia buvo / Čia nėra Был — Не был                                 | Шарунас Дате́нис                            | —                 | художник по костюмам |

## Фильмография
| Год  |     | Русское название           | Оригинальное название       | Роль                                         |
| ---- | --- | -------------------------- | --------------------------- | -------------------------------------------- |
| 2004 | кор | The Flame                  | The Flame                   | женщина                                      |
| 2007 | кор | Nefokuse                   | Nefokuse                    | курящая девушка                              |
| 2007 | с   | Война и мир                | War and Peace               | цыганка                                      |
| 2008 | с   | Медовая ловушка            | Honningfellen               | Вайда                                        |
| 2008 | ф   | The fall of the wall       | The fall of the wall        | Марлен                                       |
| 2010 | ф   | Анархия в Жирму́нае         | Anarchija Žirmūnuose        | Сандра                                       |
| 2010 | ф   | Люблю пулю в твоём сердце  | Myliu kulką tavo širdyje    | Лаура                                        |
| 2010 | кор | Два часа                   | 2H Dvi valandos             | Агня                                         |
| 2011 | ф   | Крепость спящих бабочек    | Miegančių drugelių tvirtovė | Силва                                        |
| 2011 | ф   | Королевские драгоценности  | Kronjuvelerna               | тюремный охранник                            |
| 2012 | ф   | Письма Софии               | Letters to Sofija           | Хелен                                        |
| 2012 | кор | Запятая                    | Comma                       | актриса                                      |
| 2012 | кор | Экспермен                  | Expermenas                  | Люси                                         |
| 2013 | кор | Насилие                    | Violence                    | Джули                                        |
| 2014 | с   | Крёстный                   | Крёстный                    | журналистка                                  |
| 2014 | ф   | Звезда                     | The Star                    | Маргарита                                    |
| 2015 | ф   | Норвег                     | Noreman                     | Брунхильда                                   |
| 2015 | ф   | В погоне за утешением      | Chasing Solace              | Линна                                        |
| 2016 | ф   | Рыба-мечта                 | Dreamfish                   | Хелена                                       |
| 2017 | ф   | Селфи                      | Селфи                       | Лера                                         |
| 2017 | с   | Оптимисты                  | Optimists                   | Рута Блаумане                                |
| 2017 | ф   | Эмилия с Аллеи свободы     | Emilija iš Laisvės alėjos   | актриса                                      |
| 2017 | с   | Вавилон-Берлин             | Babylon Berlin              | Светлана Сорокина                            |
| 2017 | ф   | Что знает тихая Герда      | Ko zina klusā Gerda         | Эмма                                         |
| 2017 | ф   | Полина                     | Polina                      | Варвара                                      |
| 2017 | ф   | Короткие волны             | Короткие волны              | Ирма                                         |
| 2018 | с   | Кровавая барыня            | Кровавая барыня             | Екатерина II                                 |
| 2018 | ф   | Черновик                   | Rough copy                  | Рената Ивановна Иванова, «функционал-акушер» |
| 2018 | с   | Спящие-2                   | Sleepers-2                  | Ингрид Уотсон                                |
| 2018 | с   | Русалки                    | Русалки                     | Ульяна                                       |
| 2019 | ф   | Исаак                      | Izaokas                     | Елена                                        |
| 2019 | ф   | Родина                     | Gimtinė (Motherland)        | Виктория                                     |
| 2020 | с   | Оптимисты-2                | Optimists-2                 | Рута Блаумане                                |
| 2020 | ф   | Серебряные коньки          | Серебряные коньки           | Северина                                     |
| 2021 | с   | Оптимисты: Карибский сезон | Optimists-3                 | Рута Блаумане                                |
| 2021 | с   | Призрак                    | Призрак                     | Вера Андреевна Лурье, бизнесвумен            |

## Награды и номинации
| церемония (премия)                                | год  | номинация                         | фильм        | результат |
| ------------------------------------------------- | ---- | --------------------------------- | ------------ | --------- |
| 25-й открытый российский кинофестиваль «Кинотавр» | 2014 | приз за лучшую женскую роль       | «Звезда»     | Победа    |
| Национальная кинонаграда России «Золотой орёл»    | 2014 | лучшая женская роль второго плана | «Звезда»     | Победа    |
| 28-я церемония награждения премии «Ника»          | 2015 | Лучшая женская роль               | «Звезда»     | Номинация |
| XXIV фестиваль русского кино в Онфлёре, (Франция) | 2016 | приз за лучшую женскую роль       | «Рыба-мечта» | Победа    |